# Фигуративная живопись Области залива
Фигуративная живопись Области залива (также известное как фигуративное искусство Области залива и в сходных вариантах) — художественное направление середины XX века, созданное группой художников из области залива Сан-Франциско, которые отказались от работы в доминировавшем на тот момент стиле абстрактного экспрессионизма в пользу возвращения к фигуративизму. На протяжении 1950—1960-х годов движение пережило три периода: первое поколение, переходное поколение и второе поколение.
Многие из художников первого поколения были страстными поклонниками абстрактного экспрессионизма и работали в это направлении, пока не отказались от необъектной живописи в пользу работы с реальным объектом. В первого поколения входят Дэвид Парк, Ричард Дибенкорн, Рекс Эшлок, Элмер Бишофф, Гленн Вессельс, Уэйн Тибо и Джеймс Уикс.
Переходное поколения представлено Натаном Оливейрой, Теофилом Брауном, Полом Уоннером, Роландом Петерсеном, Джоном Хультбергом и Фрэнком Лобделлом.
Многие художники второго поколения учились у художников первого поколения или пришли в движение в поздний период. К ним относятся Брюс Макгоу, Генри Вильерме, Джоан Браун, Мануэль Нери и Роберт Куалтерс.
Многие школы и учреждения Области залива сыграли важную роль в развитии и совершенствовании этого художественного направления. В из числе Художественный институт Сан-Франциско, Калифорнийский колледж искусств и ремёсел и Калифорнийский университет в Беркли.

## Художественная характеристика
Отрицание абстрактного экспрессионизма привело художников к стилю, в котором эмоции отражают окружающую действительность. Стиль характеризуется простотой и яркостью палитры и формы и сильным проявлением в произведениях чувств.

## Художники первого поколения

### Дэвид Парк
Дэвид Парк (1911—1960) был, возможно, самым важным художником фигуративной живописи Области залива. Парк начинал в Сан-Франциско как художник-абстракционист, но одним из первых занялся фигуративной живописью. Весной 1951 года Парк получил приз за картину, написанную в этом стиле и представленную на выставку-конкурс. Обращение Парка к фигуративному искусству привело в замешательство некоторых его коллег, поскольку в то время абстрактная живопись считалась единственным прогрессивным искусством. Его смелая попытка отойти от абстракции к объекту привела к росту интереса к фигуративному искусству, что стало одним из важнейших послевоенных событий в искусстве Западного побережья.
Переход от абстракционизма к фигуративизму у Парка произошёл мгновенно. Тётя Парка в интервью рассказала, что художник отвёз свои абстрактные произведения на свалку и выбросил их или ритуально уничтожил. В течение года коллеги даже не подозревали об этой трансформации.
В 2004 году в галерее Хакетта Фридмана в Сан-Франциско была проведена выставка 35 работ Дэвида Парка, созданных с 1953 по 1960 годы, в последние годы жизни художника. В некоторых из ранних работ, представленных на выставке, улавливается влияние на Парка творчества Макса Бекмана, особенно оно заметно в картине The Band (1955). За несколько лет палитра Парка трансформировалась к бурному хроматизму, но его резкий подход к работе с краской присутствовал в работах до 1959 году, когда художник решил отказаться от масла.
Наиболее важные работы Дэвида Парка — «Тёща» (Mother in Law, 1954—1955), «Торс» (Torso, 1959), «Фигура в кресле» (Figure in Chair, 1960).

### Элмер Бишофф
Элмер Бишофф (1916—1991) в 1940—1950-е годы переживал творческий период, обозначенный им как подражание Пикассо. Вернувшись с войны в 1945 году, он почувствовал необходимость бросить вызов всем предположениям об искусстве и жизни. Когда его спросили об этом в интервью, он сказал: «До сих пор искусство было внешним приобретением, но теперь стало, скорее, поиском». Примерно в это же время он временно работал преподавателем в школе изобразительных искусств.
Как и в случае с абстрактной живописью, ранние фигуративные работы Бишоффа быстро получили признание. На Пятой ежегодной выставке масла и скульптуры в Ричмондском центре искусств он представил свою картину «Фигура и красная стена» (Figure and Red Wall) и получил за неё первый приз в размере 200 долларов. Этот успех обеспечил ему персональную выставку в галерее Пола Кантора в Лос-Анджелесе. Однако сам Бишофф считал определяющей в его карьере персональную выставку в галерее Калифорнийской школы изящных искусств, прошедшую в январе 1956 года.
Наиболее важные работы Элмера Бишоффа — «Фигура у окна с лодкой» (Figure at window with Boat, 1964), «Детская площадка» (Playground, 1954), «Река» (The River, 1953).

### Ричард Дибенкорн
Ричард Дибенкорн (1922—1993), обратившись в 1955 году к фигуративизму, среди всех художников первого поколения рисковал больше всех. К этому времени он был признан на национальном уровне как абстракционист. Выставка Джеймса Джонсона Суини «Молодые американские художники» (Younger American Painters) сделала его работы популярными у дилеров Лос-Анджелеса и Чикаго. Наряду с национальной репутацией, Дибенкорн был также любимым абстракционистом среди местных жителей Сосалито.
Примкнув к фигуративному искусству, Дибенкорн только в 1956 году попытался создать сложную фигуративную картину. Его самые ранние работы предположительно основаны на автопортретах. В середине 1960-х годов Дибенкорн возвратился к абстракционизму.
Наиболее важные работы Ричарда Дибенкорна — «Городской пейзаж 1» (Cityscape 1, 1963), «Интерьер с дверным проёмом» (Interior with Doorway, 1962).

## Переходное поколение

### Теофил Браун и Пол Джон Уоннер
Теофил Браун (1919—2012) и Пол Джон Уоннер (1920—2008) испытывали сильное влияние более известных художников. В 1955 году Браун и Воннер арендовали студии в том же здании, где работал Дибенкорн. Пак, Бишофф и Дибенкорн проводили сеансы рисования с натуры вместе с Брауном и Уоннерром, к ним иногда присоединялись Джеймс Уикс и Натан Оливьера.
Фигуративная живопись Уоннера демонстрировалась на выставке, проведённой в галерее Калифорнийской школы изящных искусств в конце 1956 года. С самого начала Уоннер придерживался принципов представления.
Наиболее важные работы Теофила Брауна — «Сидящий обнажённый» (Male Nude Seated, 1960), «Солнце и луна» (Sun and Moon, 1960)
Наиболее важные работы Пола Джона Уоннера — «Сторона дома в Малибу» (Side of the house, Malibu; 1965), «Гора возле Тусона» (Mountain Near Tucson, 1963).

### Роланд Петерсен
Роланд Петерсен (род. 1926) в 1960-х годах начал свою «серию пикников». Эти картины отличались насыщенными цветами, толстым слоистым пигментом и геометрическими композициями. Петерсен, более сорока лет активно работающий на художественной сцене Области залива, обучал поколения художников не только живописи, но и гравюре и фотографии. Работы Петерсена были выставлены в музеях и галереях по всей стране и представлены в крупных музейных коллекциях, включая Музей современного искусства в Нью-Йорке, Музей американского искусства Уитни; Музей современного искусства Сан-Франциско, Музей и сад скульптур Хиршхорна, Музей изобразительных искусств Сан-Франциско и Филадельфийский художественный музей.

### Натан Оливейра
Натан Оливейра (1928—2010) первоначально проявлял интерес к музыке, который с возрастом угас. Во время поездки в Мемориальный музей де Янга он решил стать портретистом. Во время службы в армии он продолжал поддерживать связь с художественным сообществом. Художник не считал себя авангардистом или частью определённого движения.
Ранние фигуративные работы Оливейры содержат больше деталей и цвета, типичным примером является картина «Сидящий человек с собакой» (Seated Man with Dog). Работы, написанные в студии в Сан-Леандро в 1959 году, по собственным словам Оливейры, «стали самой основой всей его идентичности как художника».
Наиболее важные работы Натана Оливейры — «Сидящий человек с собакой» (Seated Man with Dog, 1957), «Идущий человек» (Man Walking, 1958), «Подросток у кровати» (Adolescent by the Bed, 1959).

### Генриетта Берк
Генриетта Берк (1919—1990) писала в основном маслом. Её работы отличались сильными цветами и формами. Берк училась в Калифорнийском колледже искусств и ремёсел в Окленде с 1955 по 1959 год, где её наставниками были Ричард Дибенкорн и Гарри Крелла.

## Второе поколение

### Брюс Макго
Брюс Макгоу (род. 1935) — единственный художник второго поколения, который участвовал в выставке «Современная фигуративная живопись Области залива» 1957 года. Учился в Калифорнийском колледже искусств и ремесел и был одним из первых студентов Дибенкорн в 1955 году. Между Макгоу и Дибенкорном завязались близкие отношения, и Дибенкорн даже встречался с родителями Макгоу, чтобы выразить поддержку творчеству их сына. Макгоу также учился у Леона Голдина, который преподавал абстрактную живопись.
Фигурация не была тайным увлечением для Макгоу. Как и другие художники второго поколения, он не ограничивался каким-либо конкретным направлением и переходил от одного стиля к другому. Одна из первых зрелых фигуративных работ Макгоу явно демонстрировала влияние Дибенкорна, но он также проявил и собственные идеи. Ему нравилось работать в очень мелком масштабе, он разбивал тело на стандартные виды торса или необычные его детали.
Наиболее важные работы Брюса Макгоу — «Абстракция» (Abstraction, 1955), «Фигура» (Figure, 1957), «Ноги Патта» (Patt’s Feet, 1957).

### Джоан Браун
Джоан Браун (1938—1990) работала в фигуративной живописи с 1955 по 1965 год, и половину этого времени она была студенткой Калифорнийского института изящных искусств. В результате период зрелого фигуративизма у неё самый короткий среди наиболее значимых художников. Несмотря на это, её продуктивность позволила создать некоторые из наиболее важных работ фигуративной живописи Области залива.
После старшей школы родители хотели отправить её в Lone Mountain, женский католический колледж. В поисках альтернативы она наткнулась на рекламу Калифорнийской школы изящных искусств. Ей понравилась обстановка в школе, хотя особого интереса к живописи Джоан не питала. После не слишком удачного первого курса, она хотела бросить учёбу, но в итоге осталась благодаря встрече с будущим мужем, Биллом Брауном, который посоветовал пройти курс пейзажей у Бишоффа. Он также познакомил её с историей искусства, предложив прочитать несколько книг о Гойе, Веласкесе, Рембрандте и импрессионистах.
Наиболее важные работы Джоан Браун — «Женщина и собака в комнате с китайским ковром» (Woman and Dog in Room with Chinese Rug, 1975), «Ноэль за столом с большой вазой с фруктами» (Noel at the Table with a Large Bowl of Fruit, 1963).

### Мануэль Нери
Мануэль Нери (род. 1930) — скульптор. Как и все молодые художники Области залива на ранних этапах своей карьеры был приверженцем абстрактного искусства. К фигуративизму обратился после окончания Калифорнийского колледжа искусств и ремесел в 1959 году. В своих работах Нери уделял внимание цвету и форме, одновременно оставляя неясность содержания. Именно неспецифичность его фигур и их абстрактные качества сделали его частью фигуративного искусства Области залива, а не просто современным американским скульптором-фигуративистом.
Нери, как и Натан Оливейра, не интересовался искусством в юности. Курс керамики в школе Нери выбрал из-за легкости в сравнении с другими предметами. Его учителем был Рой Уокер, который поощрял занятия искусством. В результате Нери отказался от карьеры инженера и в 1951 году начал учиться в Калифорнийском колледже искусств и ремесел, хотя официально поступил в него только в 1952 году.
Наиболее важные работы Мануэля Нери — «Стоящая фигура без названия» (Untitled Standing Figure, 1956—1957), «Картина для колледжа № 1» (College Painting No. 1, 1958—1959).